# Xebec
Xebec, Inc. (株式会社ジーベック?, Kabushiki gaisha Jībekku) è stato uno studio di animazione giapponese, fondato il 1º maggio 1995.
L'azienda era di proprietà della IG Port che, la vendette alla Sunrise il 20 Novembre 2018 a causa del disavanzo nei conti dello studio. I team Xebec non inclusi nella vendita furono sciolti e, i loro membri, redistribuiti in varie aziende di proprietà della IG Port: il team della fotografia confluì assieme allo studio XEBECzwei nella Production I.G mentre, il dipartimento che si occupava del colore passò alla Signal.MD. I lavori in corso vennero trasferiti alla Production I.G mentre il loro copyright (compreso anche quello dei titoli storici) fu trasferito al gruppo IG Port.
Il 5 marzo 2019 la Sunrise ha stabilito una nuova compagnia, chiamata Sunrise Beyond e domiciliata allo stesso indirizzo dello studio Xebec. Quest'ultimo ha trasferito a essa tutte le sue operazioni.
Xebec ha cessato di esistere come entità commerciale il giorno 31 maggio 2019.

## Produzioni

### Anime
| Titolo                                                           | Tipo     | Anno      |
| ---------------------------------------------------------------- | -------- | --------- |
| BanG Dream!                                                      | Serie TV | 2017      |
| Bottle Fairy                                                     | Serie TV | 2003      |
| Buso Renkin                                                      | Serie TV | 2006-2007 |
| Black Clover                                                     | OAV      | 2017      |
| D.I.C.E                                                          | Serie TV | 2005-2006 |
| D.N.Angel                                                        | Serie TV | 2003      |
| Dai-Guard                                                        | Serie TV | 1999-2000 |
| Elemental gelade                                                 | Serie TV | 2005      |
| Fafner of the Azure                                              | Serie TV | 2004      |
| Future Card Buddyfight                                           | Serie TV | 2014      |
| Future Card Buddyfight 100                                       | Serie TV | 2015      |
| Future Card Buddyfight DDD                                       | Serie TV | 2016      |
| Gekiganger 3                                                     | OAV      | 1998      |
| Haiyore! Nyaruko-san                                             | Serie TV | 2012      |
| Haiyore! Nyaruko-san W                                           | Serie TV | 2013      |
| Heroic Age                                                       | Serie TV | 2007      |
| Honey and Clover (parzialmente).                                 | Serie TV | 2005      |
| Kanokon                                                          | Serie TV | 2008      |
| Keijo!!!!!!!!                                                    | Serie TV | 2016      |
| Kyou no 5 no 2                                                   | OAV      | 2006-2007 |
| Ladies versus Butlers!                                           | Serie TV | 2010      |
| Let's & Go                                                       | Serie TV | 1996      |
| Let's & Go                                                       | Film     | 1997      |
| Love Hina                                                        | Serie TV | 2000      |
| MegaMan NT Warrior                                               | Serie TV | 2002-2003 |
| Mnemosyne – Mnemosyne no Musume-tachi                            | OAV      | 2008      |
| Mobile Battleship Nadesico                                       | Serie TV | 1996-1997 |
| Mobile Battleship Nadesico the Movie - Il principe delle tenebre | Film     | 1998      |
| Negima!: Magister Negi Magi                                      | Serie TV | 2006-2007 |
| Pandora Hearts                                                   | Serie TV | 2009      |
| Pilot Candidate                                                  | Serie TV | 2000      |
| Rikujō bōetai Mao-chan                                           | Serie TV | 2002      |
| Rio: Rainbow Gate!                                               | Serie TV | 2011      |
| Ryusei no Rockman                                                | Serie TV | 2006-2007 |
| Shaman King                                                      | Serie TV | 2001-2002 |
| Shuffle!                                                         | Serie TV | 2005      |
| Bakuretsu Hunter                                                 | Serie TV | 1995-1996 |
| Bakuretsu Hunter                                                 | OAV      | 1996-1997 |
| Spinner                                                          | Serie TV | 1998-1999 |
| Steam Detectives                                                 | Serie TV | 1998-1999 |
| Stellvia of the Universe                                         | Serie TV | 2003      |
| Super B-Daman                                                    | Serie TV | 1999      |
| Tales of Eternia: The Animation                                  | Serie TV | 2001      |
| The Third                                                        | Serie TV | 2006      |
| To Love-Ru                                                       | Serie TV | 2008      |
| Upotte!!                                                         | ONA      | 2012      |
| Zoids                                                            | Serie TV | 1999-2000 |
| éX-Driver                                                        | OAV      | 2000      |

### Animazione di videogiochi
- Martian Successor Nadesico
- Macross VFX
- Mega Man 8
- Mega Man X3 (versione PS1 e Saturn)
- Mega Man X4
- Sorcerer Hunters
- Mega Man: Maverick Hunter X
- Killer 7
- Ape Escape (Saru Get You!)